# Дворец (фильм)
«Дворец» (англ. The Palace) — художественный фильм режиссёра Романа Полански с Оливером Мазуччи и Фанни Ардан в главных ролях, премьера которого состоялась в сентябре 2023 года на 80-м Венецианском кинофестивале. Картина получила противоречивые отзывы критиков, по-разному оценивших эксцентричность сюжета.

## Сюжет
Действие фильма происходит в Швейцарских Альпах, в роскошном отеле, куда съезжается экстравагантная публика, чтобы встретить наступление 2000 года. В числе гостей умирающий техасский миллиардер с молодой женой, старая маркиза, бывшие модели, звезда порноиндустрии. В разгар вечеринки появляется группа мужчин из России, которым нужно спрятать в банковском сейфе чемоданы с валютой. Празднующие смотрят видеообращения Бориса Ельцина и Владимира Путина, а в финале российский посол делит на всех деньги из чемоданов.

## В ролях
- Оливер Мазуччи — Хансуэли Копф, управляющий отелем[5]
- Фанни Ардан — маркиза
- Микки Рурк — Билли Краш
- Марина Страхова — Наташа
- Александр Петров — русский гость
- Мишель Шапа — Зория
- Джон Клиз — Артур Уильям Даллас III
- Лука Барбарески — Бонго
- Жоаким ди Алмейда — доктор Лима
- Фортунато Черлино — Тонино
- Сидни Ром — миссис Робинсон

## Производство и релиз
Фильм был анонсирован в апреле 2021 года. Сценарий картины написал сам Роман Полански совместно с Ежи Сколимовским (предыдущая совместная работа этих кинематографистов — фильм 1962 года «Нож в воде»), музыку — Александр Деспла. Картину продюсировали итальянские кинокомпании Rai Cinema и Eliseo Entertainment. Съёмки начались в Швейцарии в апреле 2022 года, причём оператором стал неизменный партнёр Полански Павел Эдельман. Одну из ролей в фильме сыграл Микки Рурк, главные роли получили Оливер Мазуччи и Фанни Ардан. Бюджет картины составил 17 миллионов евро.
Премьера «Дворца» изначально была запланирована на зиму 2023 года, но состоялась в сентябре на 80-м Венецианском кинофестивале, вне основной программы. Первый трейлер картины вышел в начале августа 2023 года.

## Оценки
Кинокритики ведущих мировых изданий резко раскритиковали фильм, назвав его безвкусным. После премьеры на сайте-агрегаторе профессиональных рецензий Rotten Tomatoes «Дворец» получил рейтинг 0 %. В дальнейшем мнения разделились: одни критики сочли картину чрезмерно эксцентричной, другие высоко оценили смелость режиссёра.
Российский кинокритик Стас Тыркин после премьеры «Дворца» написал, что «90-летний режиссёр до сих пор искрится юмором, дерзостью и энергией, и ни на грамм не растерял своего мастерства». Андрей Плахов охарактеризовал картину как «похабный анекдот», «примитивный шарж», созданный Поланским назло своим врагам и обличителям. Для Владимира Бурдыгина («Фильм.ру») «Дворец» — «воплощение отказа от любых амбиций, переход в заоблачную лигу, где всем всё доказано и показано, а добавить уже нечего». Для Вероники Хлебниковой (журнал «Сеанс») это «безупречная анти-интеллектуальная ретрокомедия о светских и богатых, о людях-катастрофах, с которыми и апокалипсиса не нужно». Рецензент «Киноафиши» увидел в этом фильме гибрид «Отеля „Гранд Будапешт“» и «Треугольника печали».